# Agostino Daldini
Agostino (Gioacchino Paolo) Daldini (Vezia, 20 marzo 1817 – Orselina, 9 maggio 1895) è stato un presbitero e botanico svizzero.
Figlio di Giuseppe Antonio e Angela Porini, nel 1838 entrò nell'Ordine dei frati minori cappuccini e nel 1843 fu ordinato sacerdote cattolico. 
Dopo aver abitato a Lugano alcuni anni, nel 1853 si trasferì presso il santuario della Madonna del Sasso a Orselina, dove rimase fino alla morte.
Coltivò appassionatamente interessi nel campo delle scienze naturali raccogliendo campioni e spaziando dalla mineralogia alla micologia.
Fu in contatto con i principali studiosi del suo tempo; dal 1858 al 1885 collaborò con l'Erbario crittogamico italiano  e dal 1861 al 1867 collaborò con il Commentario della Società crittogamologica italiana, che in suo onore diede il nome "Daldinia" ad un genere di funghi.